# Кодачгуба
Кодачгуба — деревня в Пудожском районе Республики Карелия Российской Федерации. Входит в состав Пяльмского сельского поселения.

## География
Расположен к северо-западу от Пудожа, на восточном берегу губы Кодачгуба при впадении реки Кодача в   Заонежский залив Онежского озера. 

## История
В ночь с 8 на 9 сентября 1936 г. в районе Кодачгубы во время шторма погибла варповальная лодка № 12, принадлежавшая Онежскому леспромхозу, буксировавшая баржу № 108, гружёную мукой. Погибли капитан В. Е. Маст, матросы А. С. Лахоня-Бутенко, Г. С. Бубнов, мотористы В. Г. Гонтарь, А. Г. Дьяченко, жена моториста М. Л. Полищук.

## Население
Население учитывается в составе пос. Пяльма.

## Инфраструктура
Причал.

## Транспорт
Автомобильный и водный транспорт.